# Pengawaren
Pengawaren is een bestuurslaag in het regentschap Cilacap van de provincie Midden-Java, Indonesië. Pengawaren telt 4783 inwoners (volkstelling 2010).